# 에노모토 다케아키
에노모토 다케아키(일본어: 榎本武揚, 1836년 8월 25일 ~ 1908년 8월 26일)는 일본의 해군 제독으로 도쿠가와 막부, 메이지 정부에 해군 관리 활동을 하였다. 작위는 자작이다.

## 생애
보신 전쟁의 끝까지 메이지 정부에 대항하였고, 에조 공화국을 건국하여 도총재에 취임하였다. 그러나 1869년 자신이 저술하였다는 「만국해율전서」라는 책을 구로다 기요타카에게 건네줬다며 신정부군에게 항복하고 용서받은 뒤 러시아와의 사할린, 쿠릴 열도 관련 조약 체결 특사로 파견되는 등 메이지 정부의 관료로써 일하였다.

## 같이 보기
- 일본 제국 해군
- 하코다테 해전